# یوکورنا
یوکورنا (به اسپانیایی: Ucureña) یک منطقهٔ مسکونی در بولیوی است که در Cliza Municipality واقع شده‌است.

## خصوصیات
یوکورنا ۲٬۳۰۶ نفر جمعیت دارد.